# Balón de Oro de la ANFP 2010
El Balón de Oro de la ANFP 2010 fue la 3º edición del Balón de Oro de la ANFP, creado por la ANFP, qué es el ente encargado de la organización de los campeonatos de fútbol profesional en Chile.
En la tercera edición de este premio del fútbol chileno, se cambió el formato, ahora por medio de la página oficial de la ANFP, la gente podía expresarse votando por su favorito, en este caso también, ya no sea elegía a los mejores de cada posición, sino que ahora se elegía el equipo ideal. Los 11 elegidos por la gente que votó, van a una decisión final por la ANFP para elegir el Balón de Oro.
El ganador del Balón de Oro de la ANFP fue Mauro Olivi, futbolista argentino de Audax Italiano.

## Equipo Ideal
| Jugador            | Club                 | Posición            |
| ------------------ | -------------------- | ------------------- |
| Johnny Herrera     | Audax Italiano       | Arquero             |
| Boris Rieloff      | Audax Italiano       | Lateral derecho     |
| Sebastián Toro     | Colo-Colo            | Defensa             |
| Mauricio Victorino | Universidad de Chile | Defensa             |
| Matías Campos Toro | Audax Italiano       | Lateral izquierdo   |
| Rodrigo Millar     | Colo-Colo            | Volante derecho     |
| Felipe Seymour     | Universidad de Chile | Volante central     |
| Marco Medel        | Audax Italiano       | Volante izquierdo   |
| Carlos Muñoz       | Santiago Wanderers   | Delantero derecho   |
| Roberto Gutiérrez  | Universidad Católica | Delantero Central   |
| Mauro Olivi        | Audax Italiano       | Delantero Izquierdo |

### Otros premios
| Ganador              | Club                  | Distinción                 |
| -------------------- | --------------------- | -------------------------- |
| Omar Labruna         | Audax Italiano        | Mejor Técnico              |
| Lorenzo Reyes        | Huachipato            | Jugador Revelación         |
| Álvaro Ramos         | Deportes Iquique      | Mejor Jugador Joven        |
| Leonardo Vinés       | Santiago Wanderers    | Mejor Técnico Fútbol Joven |
| Felipe Rojas         | O'Higgins             | Fair Play                  |
| Pablo Pozo           | Comisión de Arbitraje | Mejor Árbitro Masculino    |
| María Belén Carvajal | Comisión de Arbitraje | Mejor Árbitro Femenino     |
| Césare Rossi         | Deportes Iquique      | Mejor Dirigente            |

### Reconocimientos
| Premiado             | Motivo                                  |
| -------------------- | --------------------------------------- |
| Universidad Católica | Campeón Primera División de Chile 2010  |
| Deportes Iquique     | Campeón Primera B de Chile 2010         |
| Christiane Endler    | Participación en Sudamericano de fútbol |

### Goleador
| Jugador             | Club                 | Goles |
| ------------------- | -------------------- | ----- |
| Milovan Mirosevic   | Universidad Católica | 19    |
| Mauro Olivi         | Audax Italiano       | 18    |
| Carlos Muñoz        | Santiago Wanderers   | 17    |
| Juan Manuel Olivera | Universidad de Chile | 16    |
| Diego Rivarola      | Universidad de Chile | 16    |

- Datos: Q5487228